# Apotekarros
Apotekarros - Rosa (Gallica-gruppen) 'Officinalis' - är en sort i gruppen gallicarosor. Sorten är med all sannolikhet en mutation av arten provinsros utan hybridinslag. Det är en av de äldsta odlade rosorna och känd från 1400-talet. Enligt en legend skall den ha införts till Frankrike av en korsriddare på 1200-talet, medan andra hävdar att den fanns vid Karl den stores hov redan på 800-talet. Det finns inget säkert belägg för någon av dessa åsikter.
Apotekarrosen bildar en buske på 80–100 cm och har ett friskt grönt bladverk. Blommorna är purpurröda till körsbärsröda, halvt fylldblommiga och i mitten finns gula ståndare. Blomman är mycket väldoftande och även torkade kronblad har doft.
Nypon bildas på eftersommaren.
En mutation av apotekarrosen har strimmiga kronblad i vitt och rosa och går under namnet Rosa Mundi (polkagrisros).

## Utseende och egenskaper
Apotekarrosens blommor är stora och starkt doftande. Deras blomningen är riklig. Från omkring midsommartid och fram till andra hälften av juli blommar den. Busken blir cirka 1 meter hög och har rätt många små taggar. På hösten har de nypon. Apotekarrosen är rotäkta. Den bildar på några få år ett bestånd, och när den är okulerad sprids den inte. Den kan odlas till USDA-zone 6.

## Förekomst i Sverige
Under en inventering som gjordes av Programmet för odlad mångfald vid Statens lantbruksuniversitet hittades apotekarrosen på många platser i Götaland och Svealand. Speciellt hittades den i Skåne, Halland och Småland, men så långt norrut som Dalarna gick den att finna.

## Lämpliga platser för odling
Apotekarrosen är en utomordentligt viktig växt som passar allra bäst i äldre historiska trädgårdar, särskilt i örtagårdar. Rosen kännetecknas av röda, och lila blommor och en klassisk rosdoft. Rosenvatten och rosenolja har använts i århundraden för medicinska ändamål och i parfymer.

## Ursprung
Apotekarrosen, liksom andra franska rosor, är hybridvarianter av den centrala och sydeuropeiska galliska rosen (Rosa gallica). Rosa Gallica var en av de tidigaste odlade rossorterna i Europa. Den introducerades först av grekerna och romarna och odlades senare i medeltida trädgårdar. Den första informationen om apotekarrosens existens kommer från Storbritannien på 1400-talet. Man tror att den ros som Huset Lancaster valde som sitt emblem i Rosornas krig (1455–1485) var Rosa Gallica officinalis. I Storbritannien är ett av rosens namn än idag Red Rose of Lancaster. Andra engelska namn på rosen är apothecary's rose, old red damask, official rose och crimson damask rose. Ursprunget till apotekarrosen är okänt.

## Andra namn
Andra namn som används om sorten är:
- 'Apothecary's Rose'
- 'Apothekecary's Rose'
- 'Apothekerrose'
- 'Common Provins Rose'
- 'Old Red Damask'
- 'Red Rose of Lancaster'
- 'Rosier de Provins ordinaire'
- 'Gallica Duplex'
- 'Gallica Maxima'
- Rosa gallica var. officinalis Thory
- Rosa gallica proles officinalis (Thory) Rouy & E.G.Camus, 1900